# Randwijkmetrobrug
De Randwijkmetrobrug (brug 1620) is een bouwkundig kunstwerk in Amsterdam-Zuidoost.
Het bouwwerk bestaande uit een dubbelsporig metroviaduct werd in de periode 1978-1982 aangelegd voor de Amsterdamse Metrolijn 54, toen nog als onderdeel van de Oostlijn Geinlijn geheten. Sinds 1997 rijdt de metrolijn 50 ook over het viaduct. Het ontwerp was afkomstig van Sier van Rhijn en Ben Spängberg van de Dienst de Publieke Werken, die alle kunstwerken etc. voor die lijn verzorgden. Van Rhijn en Spängberg gaven voor die lijn een totaalconcept af, kunstwerken en stations lijken uiterlijk dan ook sprekend op elkaar. De architecten wonnen er de betonprijs mee. Kenmerkend zijn de balustrades bestaande uit schildachtige elementen.
De naam van het viaduct kwam pas weer veel later. Vanaf 2016 is de gemeente Amsterdam bezig kunstwerken een naam te geven om opgenomen te worden in de Basisadministratie Adressen en Gebouwen, zodat ze eenvoudiger terug te vinden zijn; een brugnummer is daarvoor niet voldoende. Op 21 november 2017 besloot de gemeenteraad de meeste kunstwerken in de metrolijnen te vernoemen, meestal naar de onderliggende weg, maar Amsterdam wees een ander viaduct aan als Abcouderpadmetrobrug. Naamgever van de brug 1620 werd het iets noordelijker gelegen Randwijkhof, op zich vernoemd naar het Gelderse dorp Randwijk.
<<< · 1601 · 1602 · 1603 · 1604 · 1605 · 1606 · 1607 · 1608 · 1609 · 1610 · 1611 · 1612 · 1613 · 1614 · 1615 · 1616 · 1617 · 1618 · 1619 · 1620 · 1621 · 1622 · 1623 · 1624 · 1625 · 1626 · 1627 · 1629 · 1630 · 1633 · 1634 · 1635 · 1636 · 1637 · 1638 · 1639 ·  1640 · 1641 · 1642 · 1643 · 1644 ·  1645 · 1646 · 1647 · 1648 · 1649 · 1650 · 1651 · 1652 · 1653 · 1654 · 1655 · 1656 · 1657 · 1658 · 1659 · 1660 · 1661 · 1662 · 1663 · 1664 · 1695 · 1696 · 1697 · >>>
Brugnummers  1600, 1628, 1632, 1665-1694, 1698, 1699 zijn niet vergeven. Brug 1631 is in 2019 gesloopt.